# Melomys bannisteri
Melomys bannisteri là một loài động vật có vú trong họ Chuột, bộ Gặm nhấm. Loài này được Kitchener & Maryanto miêu tả năm 1993.